# Volkenrath (Eschweiler)

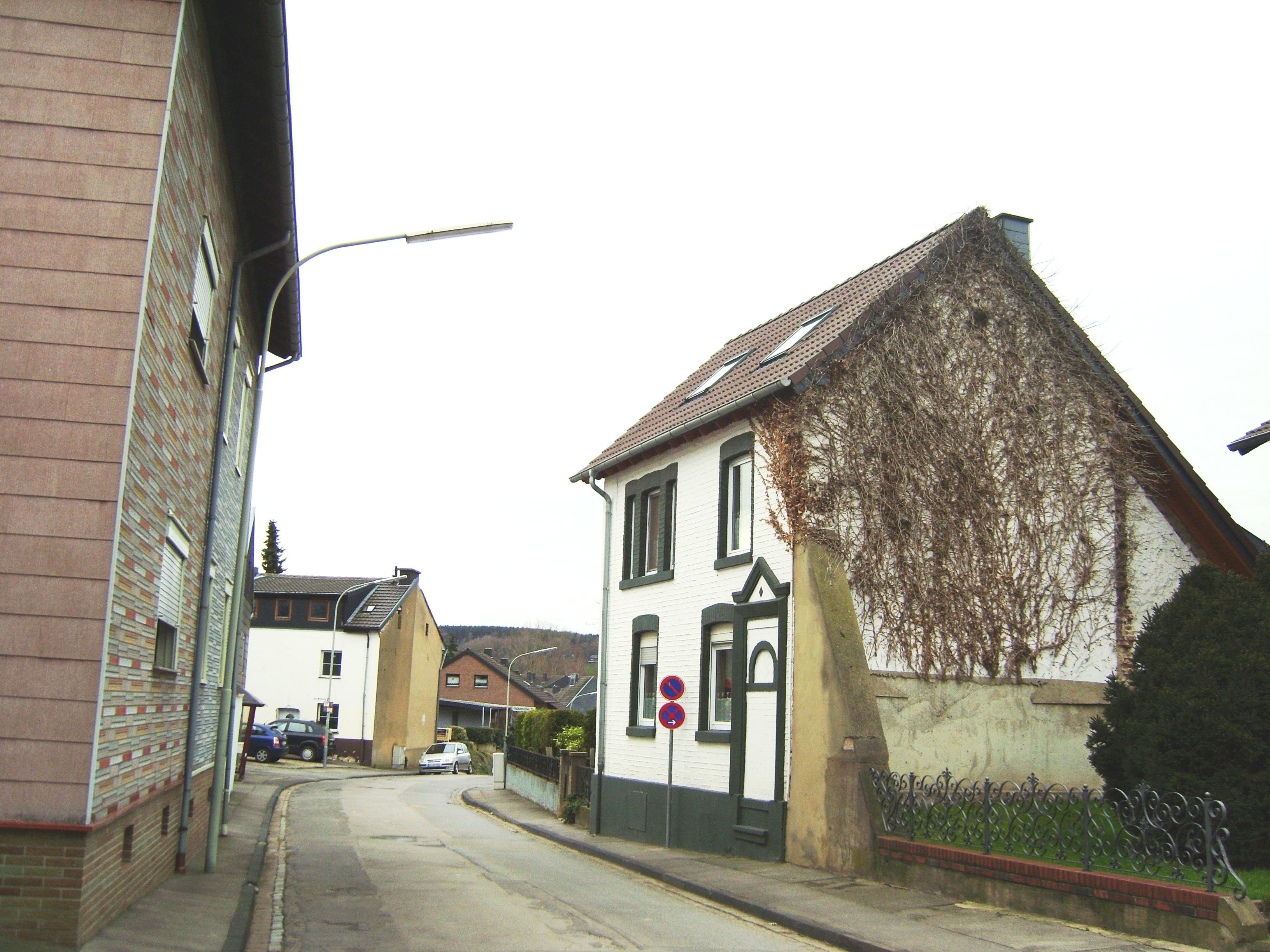
Ortsdurchfahrt Volkenrath

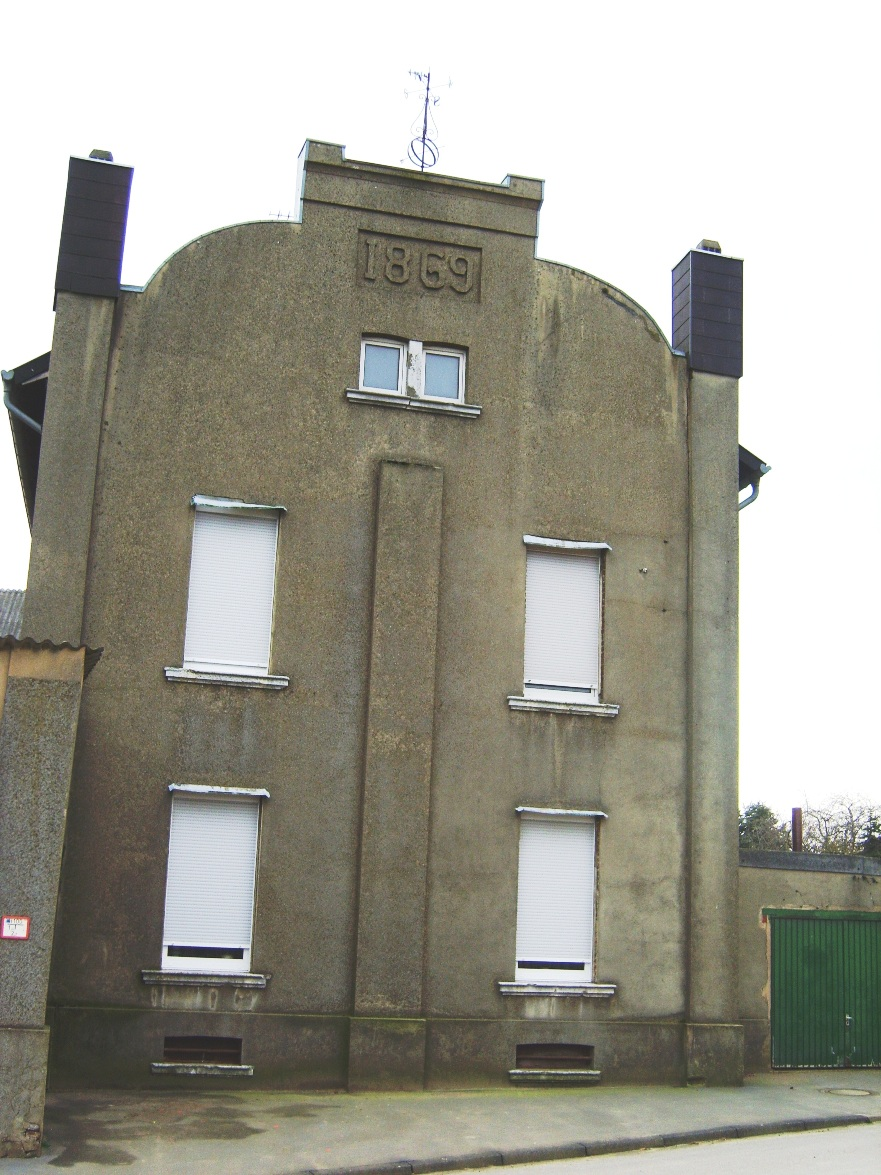
Hof in Volkenrath

Volkenrath ist ein südöstlicher Stadtteil von Eschweiler an der östlichen Seite der Landstraße zwischen Eschweiler und der Eifel: Eifelstraße – Quellstraße. Östlich von Volkenrath fließt der Omerbach.
Wahrscheinlich existierte schon eine Besiedlung wegen des Erzabbaus im Korkus um 830 zusammen mit Eschweiler-Bergrath (Steinkohleabbau) und Eschweiler-Hastenrath (Kalksteinabbau). Für diesen gerodeten Abschnitt, der an der heutigen Ortslage Knippmühle begann und das Gebiet der heutigen Ortschaft Bohl-Volkenrath umfasste, vermutet man den frühen Namen in der Form von Volkenrode. Diese aufgrund des nachgewiesenen keltischen Bergbaus neu entstehenden Ortslagen lagen – anders als die Nothberger und Bovenberger Burg als Lehen der Grafen von Jülich – im Machtschnittpunkt zwischen dem späteren Herzogtum Jülich (ab 1356), der reichsunmittelbaren Stadt Aachen, der Reichsabtei Kornelimünster und der entstehenden Kupferstadt Stolberg, die ab 1396 zum Herzogtum Jülich gehörte, das über den siegelberechtigten Johann von Palandt (Nothberger Burg) als Amtsmann des Amtes Wilhelmstein seinen Einfluss geltend machte. Nach Abtrennung des Amtes Eschweiler aus dem Amt Wilhelmstein gehörten die Orte zum entstehenden Großraum Eschweiler, das aber noch keine Stadtrechte hatte.
Die nahe bei Volkenrath gelegene Waldung wird durch in geographische Karten übernommene Lesefehler auch Im Kakus genannt, der Volksmund überliefert aber als ältere Namensform Im Korkus, wo schon in vorrömischer Zeit Eisenerz und später Kalkstein abgebaut wurden. Diese Lesefehler führten zu Deutungsfehlern. Durch eine unbegründete tradierte Vermutung wird der Ortsname einer nie gefundenen altrömischen Weihestätte des Gottes Cacus zugeordnet, Sohn des Vulcanus. Von diesem leitete man unbegründeter Maßen den Ortsnamen „Volcenrode“ ab, was weder lautgesetzlich noch historisch fundiert ist. Für diese Region – bei aller Problematik onomastischer Deutungen von Ortsnamen – ist eine Herleitung aus dem Keltischen plausibler. Eine diesbezügliche Theorie verbindet den Namen Korkes mit der indogermanischen Wurzel „korko“ (= Sumpf). Als Beleg kann angeführt werden, dass es ein Wort keltischen Ursprungs noch heute im gebräuchlichen Irisch-Gälischen für „Sumpf“ gibt, nämlich „Curchas“ [kookes]. Die Aussprache ist also identisch mit unserer Dialektdiktion „Koo(r)kes“.
Im ÖPNV wird die Haltestelle „Volkenrath“ von den AVV-Stadtbuslinien EW1 und EW3 der ASEAG bedient, welche Volkenrath mit Eschweiler Bushof, Bergrath, Hastenrath, Scherpenseel, Werth und Gressenich verbinden.
| Linie | Verlauf |
| ----- | --- |
| EW1   | Eschweiler Bushof – Rathaus – Bergrath – Nothberg Knippmühle – Bohl – Volkenrath – Hastenrath – Scherpenseel – (Gressenich Kapelle / Werth Brunnenweg) |
| EW3   | Eschweiler Bushof – Rathaus – Bergrath – Nothberg Knippmühle – Bohl – Volkenrath – Hastenrath – Scherpenseel – Werth Brunnenweg                        |